# Вулиця Пилипа Орлика (Львів)
Вулиця Пилипа Орлика — вулиця у Шевченківському районі міста Львів, місцевість Замарстинів. Пролягає від вулиці Гетьмана Мазепи до вулиці Миколайчука.

## Історія та забудова
Вулиця прокладена у 1982 році, тоді ж отримала офіційну назву вулиця 60-річчя СРСР. Сучасна назва — з 1991 року, на честь Пилипа Орлика, українського політичного і військового діяча.
Забудова вулиці почалася у 1980-х роках. З непарного боку вулиці простягається Замарстинівський лісопарк, наприкінці вулиці розташовані гаражні комплекси та готельно-ресторанний комплекс «СВ», зведений на початку XXI століття. Також з цього боку, під № 1 розташована дерев'яна церква Церква ікони Пресвятої Богородиці Всецариці, споруджена у 2000-х роках і підпорядкована ПЦУ.
З парного боку під № 4 розташована Львівська міська дитяча клінічна лікарня. Будинок лікарні зведений на початку 1990-х років за проектом архітекторів М. Сметани, Р. Федотівської та В. Гончара. На тому ж боці, наприкінці вулиці простягається територія Львівської міської клінічної лікарні швидкої допомоги (офіційна адреса — вулиця Миколайчука, 9).

## Світлини

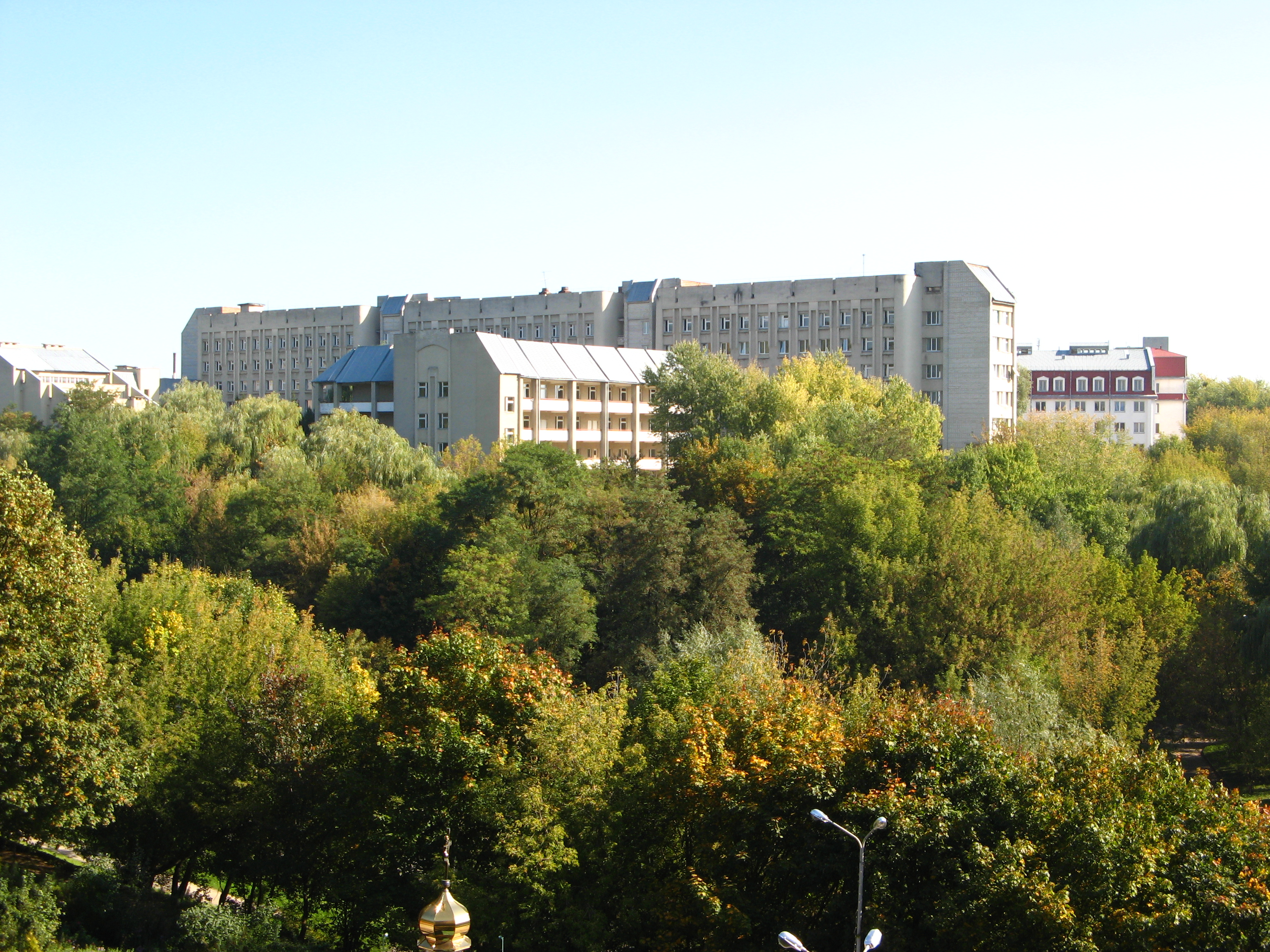
Міська дитяча клінічна лікарня
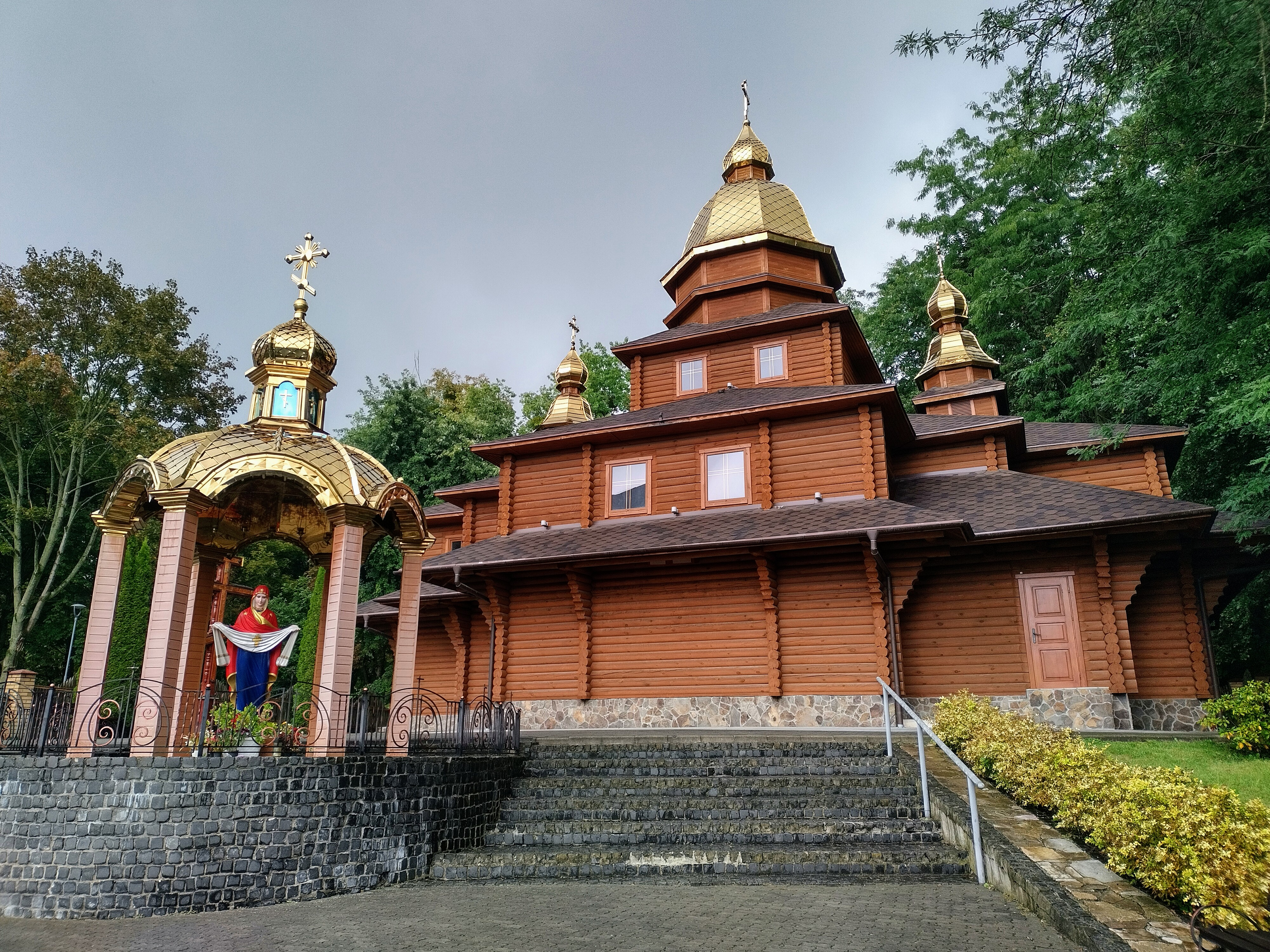
Церква Ікони Пресвятої Богородиці "Всецариця"